# エグバート・ホワイト
エグバート・ホワイト（Egbert White、1894年 - 1976年）は、第二次世界大戦中に、アメリカ軍の兵士たちのために、軍首脳ではなく、徴兵された兵員自身が編集する新聞類が創刊される上で重要な役割を果たした人物。ホワイトは、第一次世界大戦中には『星条旗新聞 (Stars and Stripes)』の仕事に従事し、両大戦間期には広告業界で働いていた。
真珠湾攻撃からひと月も経たない時点で、ホワイトは兵士による、兵士のための雑誌 (a magazine by soldiers for soldiers) の創刊をフレデリック・オズボーン将軍に進言した。この提案は受け入れられ、『ヤンク』誌が創刊された。ホワイトは中佐への任官を受け入れた。
1942年、オズボーン将軍の意向で、ホワイトは『ヤンク』誌のスタッフから外され、『星条旗新聞』の海外での業務に従事することを命じられた。ホワイトは、北アフリカ/地中海地域版の『星条旗新聞』で、1942年12月から1944年の半ばまで働いていた。ホワイトは、同紙についても首脳部の意向ではなく徴兵された兵員によって編集されるべきだと説いた。
ビル・モールディンが『星条旗新聞』に漫画を描き始めたのは、ホワイトが同紙を担当していた時期であった。ホワイトはモールディンを励まし、彼の書いた漫画を合衆国内のいろいろな新聞に配信したいという通信社のオファーを受けるよう説得し、彼が文学関係の代理人を探すのを手伝った。
1944年半ば、ホワイトは大統領選挙について、『星条旗新聞』に、合衆国の様々な新聞の抜粋を載せたいと望んだため、母国に戻され、陸軍はそのような行為を禁じた。